# Portrait de Stéphane Mallarmé (Manet)
Le Portrait de Stéphane Mallarmé est un tableau réalisé en 1876 par le peintre Édouard Manet et symbolisant l'amitié qui liait l'artiste au poète Stéphane Mallarmé.
La toile est restée célèbre, tant, comme l'a remarqué Georges Bataille, elle « rayonne l’amitié de deux grands esprits ». Les deux hommes, tout au long des dernières années de la vie de Manet, se verront quasiment tous les jours, et la mort du peintre plongera le poète dans une grande tristesse, au point que son absence lui paraîtra « invraisemblable ».